# فرودگاه صحرایی هاروی
فرودگاه صحرایی هاروی (به انگلیسی: Harvey Airfield) یک فرودگاه همگانی مسافربری با کد یاتا S43 است که یک باند فرود آسفالت دارد و طول باند آن 838 متر است. این فرودگاه در شهر اسنوهومیش، واشینگتن کشور ایالات متحده آمریکا قرار دارد و در ارتفاع ۵ متری از سطح دریا واقع شده‌است.